# 216893 Navina
216893 Navina è un asteroide della fascia principale. Scoperto nel 2009, presenta un'orbita caratterizzata da un semiasse maggiore pari a 2,6802862 au e da un'eccentricità di 0,1393935, inclinata di 13,00695° rispetto all'eclittica.